# Sara Ramírez (Tischtennisspielerin)
Sara Ramírez (* 4. September 1987 in Ripollet) ist eine spanische Tischtennisspielerin. Sie nahm an den Olympischen Spielen 2012 teil.

## Werdegang
Im Alter von 11 Jahren begann Sara Ramírez ihre Tischtennisausbildung im Katalanischen Tischtennis-Zentrum CAR in Barcelona unter dem Trainer Peter Engel. Erste internationale Erfolge erzielte sie schon in ihrer Jugendzeit. 2004 wurde sie bei der Jugendeuropameisterschaft in Prag Dritte im Einzel, bei der Juniorenweltmeisterschaft 2005 erreichte sie im Doppel mit Galia Dvorak das Endspiel.
In der Saison 2006/07 wurde sie mit der spanischen Mannschaft Fotoprix VIC im ETTU Cup Zweiter. Von 2001 bis 2018 nahm sie an mindestens sieben Europameisterschaften und 15 Weltmeisterschaften teil.
2012 qualifizierte sie sich für die Olympischen Spiele 2012. Im Einzel gewann sie gegen die Inderin Ankita Das und verlor danach gegen die Ukrainerin Marharyta Pessozka. Mit der spanischen Mannschaft wurde sie Neunte.